# Эйкену
Э́йкену (Эйкены; латыш. Eiķēnu ezers, Eiķenu ezers; Э́кену, латыш. Ēķenu ezers) — озеро в Страупской волости Паргауйского края Латвии. Относится к бассейну Гауи.
Располагается в Лимбажу-Набской древней долине на Лимбажской волнистой равнине Идумейской возвышенности. Уровень уреза воды находится на высоте 48,5 м над уровнем моря. Площадь водной поверхности — 10,4 га. Средняя глубина составляет 2,2 м, наибольшая — 3,5 м, достигается к северо-западу от центра озера. Площадь водосборного бассейна — 73,9 км². Сток идёт на север через проток в реку Набе, правый приток Браслы.